# Bryoerythrophyllum chimborazense
Bryoerythrophyllum chimborazense är en bladmossart som beskrevs av Richard Henry Zander 1993. Bryoerythrophyllum chimborazense ingår i släktet fotmossor, och familjen Pottiaceae. Inga underarter finns listade i Catalogue of Life.